# ダン・オーロフスキー
ダン・オーロフスキー（Dan Orlovsky 1983年8月18日- ）はコネチカット州シェルトン出身の元アメリカンフットボール選手。現ESPNフットボールアナリスト。現役時代のポジションはQB。

## 経歴

### プロ入りまで
コネチカット州に生まれた彼はリトルリーグに入り投手となった。彼の所属したチームはリトルリーグ・ベースボール・ワールドシリーズに出場したがニューイングランドのチームに敗れた。地元のシェルトン高校に入学し2年次には先発QBとなった。3年次には2489ヤードを投げて58タッチダウンパスを成功させ彼の学校は12勝0敗でシーズンを終え州のチャンピオンとなった。彼の高校時代の通算成績は28勝4敗であった。パデュー大学やミシガン州立大学からもリクルーティングを受けたが彼は地元のコネチカット大学に進学した。
2年次には全試合に先発出場し、パス366回中221回成功（成功率60.4%）で2488ヤード獲得（大学歴代4位）タッチダウンパス19回、インターセプト11回の成績を残した。
3年次には全米ランキング7位となるパス成績、パス475回中279回成功（成功率58.7%）で3485ヤードを獲得、タッチダウンパス33回、インターセプト14回の成績を残した。彼の33回のタッチダウンパスはこの年のNCAAディビジョンI-A所属校の選手の中では5位の成績であった。
4年次にはパス456回中288回成功（成功率63.0%）、3354ヤードを投げタッチダウンパス23回、インターセプト15回の成績を残した。彼は大学の歴代パス記録を塗り替えて卒業した。

### デトロイト・ライオンズ
2005年のNFLドラフトで5巡目全体145番目にデトロイト・ライオンズに指名されて入団した。プレシーズンゲームでジェフ・ガルシアが負傷しており彼は控えQBとしてロースターに残った。彼はこの年全米に放送されたアトランタ・ファルコンズとのサンクスギビングデーマッチを含む2試合に出場しパス17回中7回成功し、63ヤードを獲得、タッチダウン、インターセプトはいずれも0回であった。
2006年にライオンズはジョーイ・ハリントンをトレードし、ジェフ・ガルシアをカット、ジョン・キトナとジョシュ・マカウンがチームに加わった。2006年を彼は第3QBとして過ごした。2007年にはその年ドラフト2巡目で指名されたドリュー・スタントンが故障者リスト入りしたがJ・T・オサリバンがチームに加入し彼がQBとして出場する機会は2年連続皆無に終わった。2008年にオサリバンはサンフランシスコ・フォーティナイナーズへ移籍して先発QBとなった。
2008年9月15日のグリーンベイ・パッカーズ戦の試合終盤に彼は出場しパス4回中2回成功、6ヤードを獲得した。10月12日のミネソタ・バイキングス戦でプロ初の先発出場を果たしパス21回中12回成功、150ヤードを獲得、1タッチダウンをあげターンオーバーなしで終えたが試合は10-12で敗れた。この試合彼は自陣深くからのプレーでラッシュを避けようとした際にエンドゾーンの後ろから出てしまいセイフティを与えてしまった。最終節でも彼は先発出場したがチームは敗れてシーズン16戦全敗を喫した。この年彼は先発7試合を含む10試合に出場し1,616ヤード獲得、8TD、8INTの成績を残した。

### ヒューストン・テキサンズ

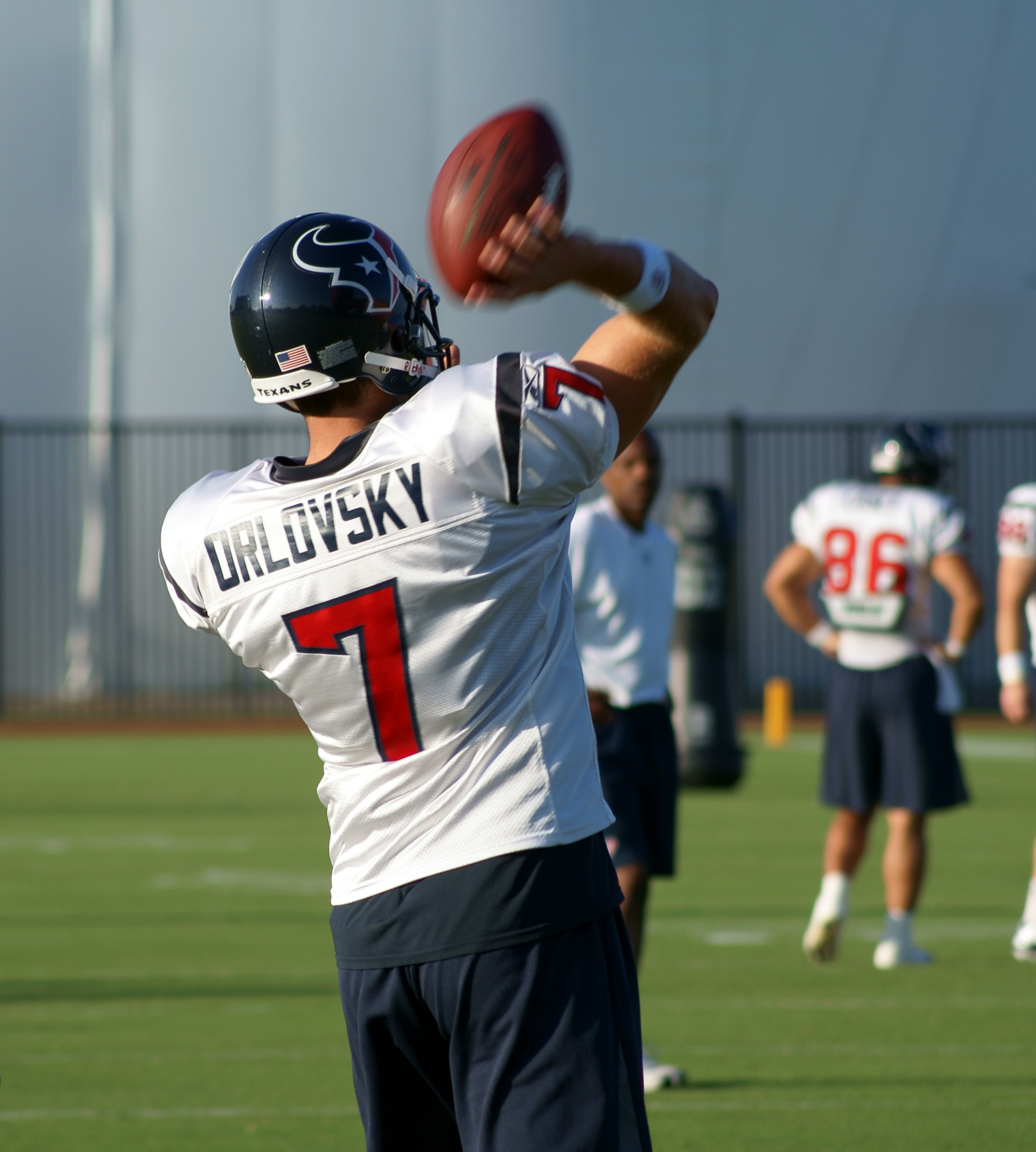
テキサンズ時代のオーロフスキー

2009年2月23日、フリーエージェントとなった彼は他球団への移籍を検討していることを明らかにした。3月1日、彼はヒューストン・テキサンズと3年900万ドルの契約を結んだ。彼はレックス・グロスマンと控えQBの座を争ったが敗れ第3QBとなった。

### インディアナポリス・コルツ
2011年7月30日、フリーエージェントとなっていた彼はインディアナポリス・コルツと契約した。開幕前の最終ロースターカットでチームに残留できなかったが、ペイトン・マニングの故障、ケリー・コリンズの負傷により9月27日にコルツと契約を結んだ。コリンズ離脱後も先発QBはカーティス・ペインターが務めていたが、開幕11連敗となったところで、先発QBとなった。第13週のニューイングランド・ペイトリオッツで350ヤードを獲得、試合には敗れたものの、28点差から2本のTDパスを決めるなど、3TDをあげて善戦した。通算先発出場10試合目となった12月18日のテネシー・タイタンズ戦でパス17回中11回成功、82ヤード獲得ながら、1TDをあげて、開幕から13連敗していたコルツに勝利をもたらした。12月22日のヒューストン・テキサンズ戦では第4Q残り19秒にレジー・ウェインへの逆転TDを決めて連勝をもたらした。

### タンパベイ・バッカニアーズ
2012年3月15日、タンパベイ・バッカニアーズと2年250万ドルで契約を結んだ。この年は1試合に途中出場したのみで、パス7回中4回成功51ヤードの成績であった。2013年4月4日、バッカニアーズからいったんカットされたが、その4日後の4月8日、1年契約を結び直した。

### ライオンズ復帰
2014年4月2日に6年ぶりにライオンズと契約し、マシュー・スタッフォードのバックアップとなった。ライオンズには2016年まで在籍し、2試合に出場した。

### ライオンズ退団後
2017年7月20日にロサンゼルス・ラムズと契約したが、開幕前にリリースされた。
同年10月に現役引退を表明し、ESPNの解説者に就任した。